# Villasis
Villasis là một 2nd class municipality đô thị in the tỉnh Pangasinan, Philippines. Theo điều tra dân số năm 2007, đô thị này có dân số 56.668 người trong 11,001 hộ.

## Barangay

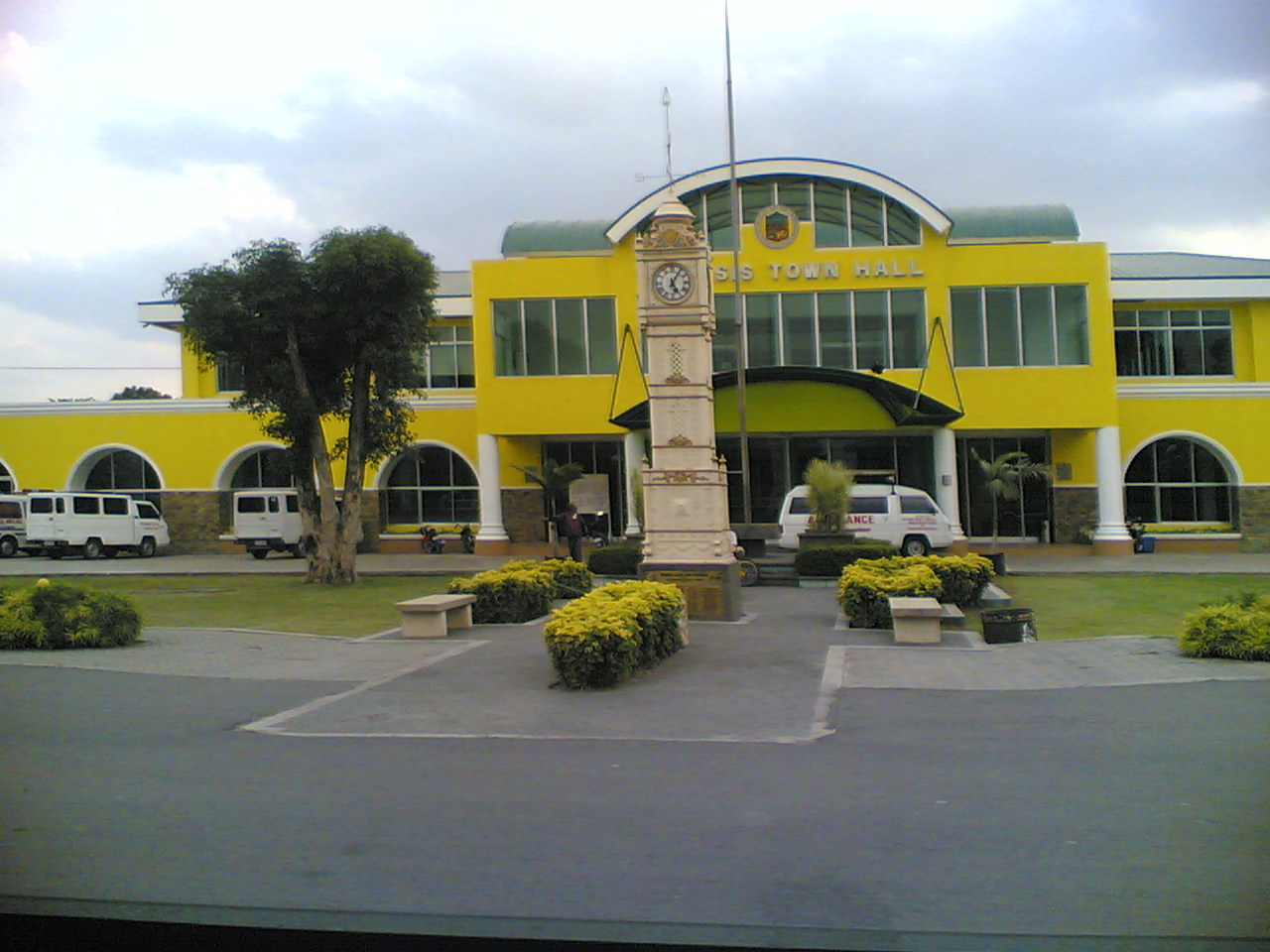
Tòa thị chính Villasis.

Villasis được chia thành 21 barangay.
| - Amamperez - Bacag - Barangobong - Barraca - Capulaan - Caramutan - La Paz - Labit - Lipay - Lomboy - Piaz (Plaza) | - Zone V (Pob.) - Zone I (Pob.) - Zone II (Pob.) - Zone III (Pob.) - Zone IV (Pob.) - Puelay - San Blas - San Nicolas - Tombod - Unzad |